# Moderato Wisintainer
Moderato Wisintainer (14. července 1902 Alegrete – 31. ledna 1986 Pelotas) byl brazilský fotbalista. Hrál v útoku, nejčastěji na pravém křídle.
Začínal v klubu Esporte Clube 14 de Julho. Od roku 1921 hrál za Palestra Italia a od roku 1923 za Clube de Regatas do Flamengo, s nímž vyhrál Campeonato Carioca v letech 1925 a 1927. Ve finále mistrovství v roce 1927 byl autorem rozhodující branky, i když k zápasu nastoupil těsně po operaci slepého střeva.
S brazilskou fotbalovou reprezentací startoval na mistrovství Jižní Ameriky ve fotbale 1925, kde jeho tým obsadil druhé místo. Reprezentoval také na mistrovství světa ve fotbale 1930 a vstřelil dvě branky v utkání proti Bolívii.
Po ukončení fotbalové kariéry se stal inženýrem.